# Ильич-Агро
Ильи́ч-А́гро (Агрокомплекс ОАО «ММК имени Ильича») — группа дочерних предприятий Мариупольского металлургического комбината имени Ильича, специализирующихся на выпуске сельскохозяйственной продукции. Структурные подразделения (агроцеха) расположены на территории 3-х областей (Донецкая область, Запорожская область, Черкасская область) и Крыма.
Первые агроцеха были созданы в начале 2000 года. Группа из 5 дочерних предприятий Ильич-Агро создана 1 декабря 2006 года.

## Структура
Имеется 5 дочерних предприятий:
1. «Ильич-Агро Донбасс»,
2. «Ильич-Агро Крым»,
3. «Ильич-Агро Запорожье»,
4. «Ильич-Агро Умань»,
5. «Ильич-Рыбак».

### «Ильич-Агро Донбасс»
Крупнейшее сельскохозяйственное подразделение комбината.
- Директор дочернего предприятия — Алипа Иван Николаевич
- Подразделения — 39 агроцехов и 2 хозрасчетных участка,
- Количество работников — более 11 тысяч человек персонала.
- Основные направления производственно-хозяйственной деятельности:
  - производство молока, яиц, шерсти;
  - выращивание крупного рогатого скота, свиней, овец, птицы всех видов (кур, гусей, уток, индюков, фазанов, цесарок, страусов);
  - производство комбикормов;
  - производство подсолнечного масла, муки, крупы, хлебобулочных и колбасных изделий, мягких сыров.
- Агроцехи
  - 1 — город Новоазовск, ул. Брюхнова, 93. Специализация: выращивание зерновых культур, разведение крупного рогатого скота, свиней. Начальник — Владимир Мартыненко;
  - 2 — Новоазовский район Донецкой области, село Казацкое, ул. Ленина, 39. Специализация: зерновые культуры, разведение крупного рогатого скота, свиней. Начальник — Александр Дзигим;
  - 3 — Новоазовский район Донецкой области, село Самойлово, ул. 60 лет Октября, 1. Специализация: выращивание и выпуск сельскохозяйственных культур, разведение скота. Начальник — Антон Гина;
  - 4 — Новоазовский район Донецкой области, село Приморское. Начальник — Виктор Светличный;
  - 5 — Новоазовский район Донецкой области, село Безыменное. Специализация: колбасы, мясопродукты, зерновые культуры. Начальник — Александр Кацы;
  - 6 — Новоазовский район Донецкой области, село Красноармейское, ул. Комсомольская, 12. Специализация: выращивание и выпуск сельскохозяйственных культур, разведение крупного рогатого скота, свиней, овец.
  - 7 — село Луково
  - 8 — Новоазовский район Донецкой области, село Лебединское, ул. Советская, 31. Расположен на двух промплощадках (с. Лебединское и с. Коминтерново). Специализация: зерновые, технические культуры, мясомолочная продукция, овощеводство.
  - 9 — город Мариуполь, пгт Сартана
  - 10 — Мангушский район Донецкой области, пгт Мангуш, ул. Почтовая, 21. Специализация: выращивание зерновых и технических культур, разведение крупного рогатого скота, свиней. Начальник — Вадим Мищук;
  - 11 — Мангушский район Донецкой области, пгт Мангуш, просп. Мира, 120. Специализация: сельхозпродукция, зерновые культуры. Начальник — Валерий Троян;
  - 12 — Мангушский район Донецкой области, село Камышеватое, второе отделение (с. Суженка)Специализация: зерновые культуры;
  - 13 — Волновахский район Донецкой области, село Вольное. Расположен на двух промплощадках (с. Вольное и с. Зачатьевка). Специализация: производство яиц и мяса птицы, свиноводство, зерновые культуры. Начальник Мороз Федор Анатольевич.
  - 14 — Никольский район (Донецкая область), село Кременевка. Специализация: зерновые культуры. Начальник — Василий Митько;
  - 15 — Никольский район (Донецкая область), село Старченково. Специализация: разведение крупного рогатого скота, свиноводство, зерновые культуры;
  - 16
  - 17
  - 18 — город Новоазовск. Специализация: хлеб и хлебобулочные изделия;
  - 19 — Новоазовский район Донецкой области, село Седово-Васи.
  - 20 — Никольский район (Донецкая область), село Старченково. Специализация: разведение крупного рогатого скота, свиноводство, производство мяса, молока, выращивание зерновых культур. Начальник — Анатолий Алипа;
  - 21 — Никольский район (Донецкая область), село Республика, ул. Центральная, 1. Специализация: зерно, молоко, мясо. Начальник — Иван Папаценко;
  - 22 — Великоновосёлковский район Донецкой области, село Старомлиновка, ул. Чкалова, 32. Специализация: производство сельскохозяйственных культур, животноводство.
  - 23 — Новоазовский район Донецкой области, село Саханка. Начальник — Николай Месечко; (теперь нет…)
  - 24 — Специализация: корма для животноводства.
  - 25 — Никольский район (Донецкая область), село Кирилловка. Специализация: разведение крупного рогатого скота, свиноводство, производство мяса, молока.
  - 26 — Начальник — Пантелей Джелали;
  - 27
  - 28 — Волновахский район Донецкой области, село Новоалексеевка, ул. Центральная, 1. Специализация: зерно-молочная продукция.
  - 29 — Волновахский район Донецкой области, село Привольное;
  - 30 — Мангушский район Донецкой области, п. Ялта, ул. 40 лет Победы, 35. Специализация — ремонт узлов и агерегатов, изготовление животноводческого оборудования, перевозка с/х грузов и механизированные работы.
  - 31 — Специализация: корма для животноводства.
  - 32 — Никольский район (Донецкая область), село Зелёный Яр. Специализация: разведение крупного рогатого скота, зерновые культуры. Начальник — Константин Яцко;
  - 33 — Специализация: зерновые культуры. Начальник — Юрий Сиренко;
  - 34 — Бойковский район (Донецкая область), село Свободное;
  - 36 — Специализация: зерновые культуры.
  - 37 — Волновахский район Донецкой области, село Калинино, ул. Свердлова, 23. Специализация: зерновые, овощные и технические культуры, разведение крупного рогатого скота, свиней для производства мяса и молока;
  - 38 — Никольский район (Донецкая область), село Боевое. Начальник — Николай Снежок;
  - 45 — Марьинский район Донецкой области, село Дачное. Специализация — выращивание овощей. Начальник — Николай Сидаш;
  - 56 — Ясиноватский район Донецкой области, село Первомайское. Специализация — сельскохозяйственная, зерновая продукция. Начальник — Владимир Косев;
  - ОАО «Бахчевик» — Бойковский район (Донецкая область). Начальник — Александр Шатов.

### «Ильич-Агро Крым»
- Директор дочернего предприятия — А. В. Рюмшин
- Подразделения — 5 агроцехов
- Количество работников
- Основные направления производственно-хозяйственной деятельности: подсолнечник, помидоры, перец, огурцы, баклажаны, морковь, сахарная свекла, лук, кориандр, рапс, эспарцет, озимые кормовые
- Агроцехи
  - 49 — Красногвардейский район Крыма, село Калинино. Специализация: овощные, зерновые, озимые культуры, подсолнечник для переработки в масло, помидоры, перец, огурцы, баклажаны; Начальник — Василий Карый.
  - 55 — Специализация: выращивание семян гибридного подсолнечника для обеспечения собственными семенами
  - 62 — Симферопольский район Крыма
  - 65 — Специализация: выращивание семян гибридного подсолнечника для обеспечения собственными семенами. Начальник — Михаил Тужилин
  - 66 — Кировский район Крыма

### «Ильич-Агро Умань»
- Директор дочернего предприятия — Леонид А. Коринный
- Подразделения 4 агроцеха
- Количество работников
- Основные направления производственно-хозяйственной деятельности
- Агроцехи:
  - 1 — село Гереженовка Уманский район
  - 2 — село Томашивка и Максимовка Уманский район
  - 3 — села Городок, Княжики и Огиевка Житомирская область
  - 4 — село Синица Христиновский район

### «Ильич-Агро Запорожье»
- Директор дочернего предприятия — Шишман Николай Васильевич
- Подразделения — 2 агроцеха,
- Количество работников — около 600
- Основные направления производственно-хозяйственной деятельности — выращивание зерновых, бобовых и масличных культур, молочно-товарное производство
- Территориальное размещение агроцехов
  - 1 — село Осипенко Бердянского района; село Берестовое Бердянского района; село Мануйловка Приморского района
  - 2 — село Нововасильевка Бердянского района; село Андровка Бердянского района, пгт. Андреевка Бердянского района.

### «Ильич-Рыбак»
- Директор дочернего предприятия — Н. В. Гнатушенко

Одним из направлений деятельности ДП «Ильич-Рыбак» является выращивание продукции растениеводства.
Площадь сельскохозяйственных угодий составляет 1520,5 га.
Выращивается:
озимый ячмень
пшеница
яровой ячмень
подсолнечник
кукуруза зерновая
- Рыбцеха:
  - 1 — Мангушский район Донецкой области, село Мелекино, ул. Гагарина, 16-а
  - 2 — Новоазовский район Донецкой области, село Широкино, ул. Рыбацкая, 1
  - 3 — Новоазовский район Донецкой области, г. Новоазовск, ул. Аврорская , 29
  - 4 — Новоазовский район Донецкой области, пгт Седово, ул. Помазана,12 — Начальник — Василий Недомерков.